# Rushaki
Rushaki ist einer von 21 Sektoren im Distrikt Gicumbi in der Nordprovinz von Ruanda.

## Geographie
Rushaki hat eine Fläche von 47,0 km² und liegt auf einer Höhe von etwa 1880 m. Der Sektor unterteilt sich in die drei Zellen Gitega, Kamutora und Karurama und umfasst 24 Dörfer. Nachbarsektoren sind im Nordosten Kiyombe, im Südosten Mukama, im Süden Bwisige, im Südwesten Shangasha, im Westen Mukarange und im Nordwesten Kaniga.

## Bevölkerung
Nach der Volkszählung von 2022 betrug die Einwohnerzahl 15.048 Einwohner. Zehn Jahre zuvor waren es 12.672, was einem jährlichen Bevölkerungszuwachs von 1,7 Prozent zwischen 2012 und 2022 entspricht.

## Verkehr
Durch den Nordwesten des Sektors führt die Nationalstraße 22. Von dieser geht eine District Road nach Süden durch den Sektor verlaufend ab. Beide Straßen sind Stand 2022 nicht asphaltiert.